# Zwichrowany świat
Zwichrowany świat (tyt. oryg. Mindswap) – powieść fantastycznonaukowa amerykańskiego pisarza Roberta Sheckleya. Powieść ukazała się w 1966 r., polskie wydanie, w tłumaczeniu Radosława Januszewskiego, wydało wydawnictwo „Amber” w 1995 r.
Powieść przedstawia historię z życia młodego człowieka, Martina Flynna. Jest on miłośnikiem podróży, w tym międzyplanetarnych, na które go nie stać. Aby jednak spełnić swoje marzenie, korzysta z mniej bezpiecznej opcji zamiany ciał z mieszkańcem Marsa. Na miejscu okazuje się, że został oszukany, a jego własne ciało zostało skradzione. Aby przeżyć, wykorzystując kolejne ciała, rusza w pościg za osobnikiem, który ukradł jego własne. Ostatecznie trafia do tzw. „Zwichrowanego świata”, gdzie nic nie jest pewne.
Powieść dotyczy problemu podróży międzyplanetarnych, ich bezpieczeństwa oraz ciemnych interesów z nimi związanych. Pojawia się też pytanie, na co może zdecydować się człowiek, aby odzyskać swoją tożsamość.